# Arnold Sterling
Arnold Sterling (2 maart 1938 - 28 november 2015) was een Amerikaanse jazz-saxofonist (sopraansaxofoon, tenorsaxofoon en altsaxofoon) uit Baltimore. 
Sterling speelt vanaf zijn dertiende altsaxofoon. Eind jaren vijftig toerde hij met Jackie Wilson (1958-1960). Terug in Baltimore werd hij lid van het trio van Bill Byrd. Hij toerde en nam op met Jimmy McGriff (1981-1984) en speelde met Sonny Stitt, Don Patterson en Percy Smith. Momenteel leidt hij diverse groepen in Baltimore en Washington.

## Discografie
- Here's Brothers Sterling, JAM/Polystar, 1992

## Referentie
- Korte biografie op Baltimorejazz.com